# Höheischweiler

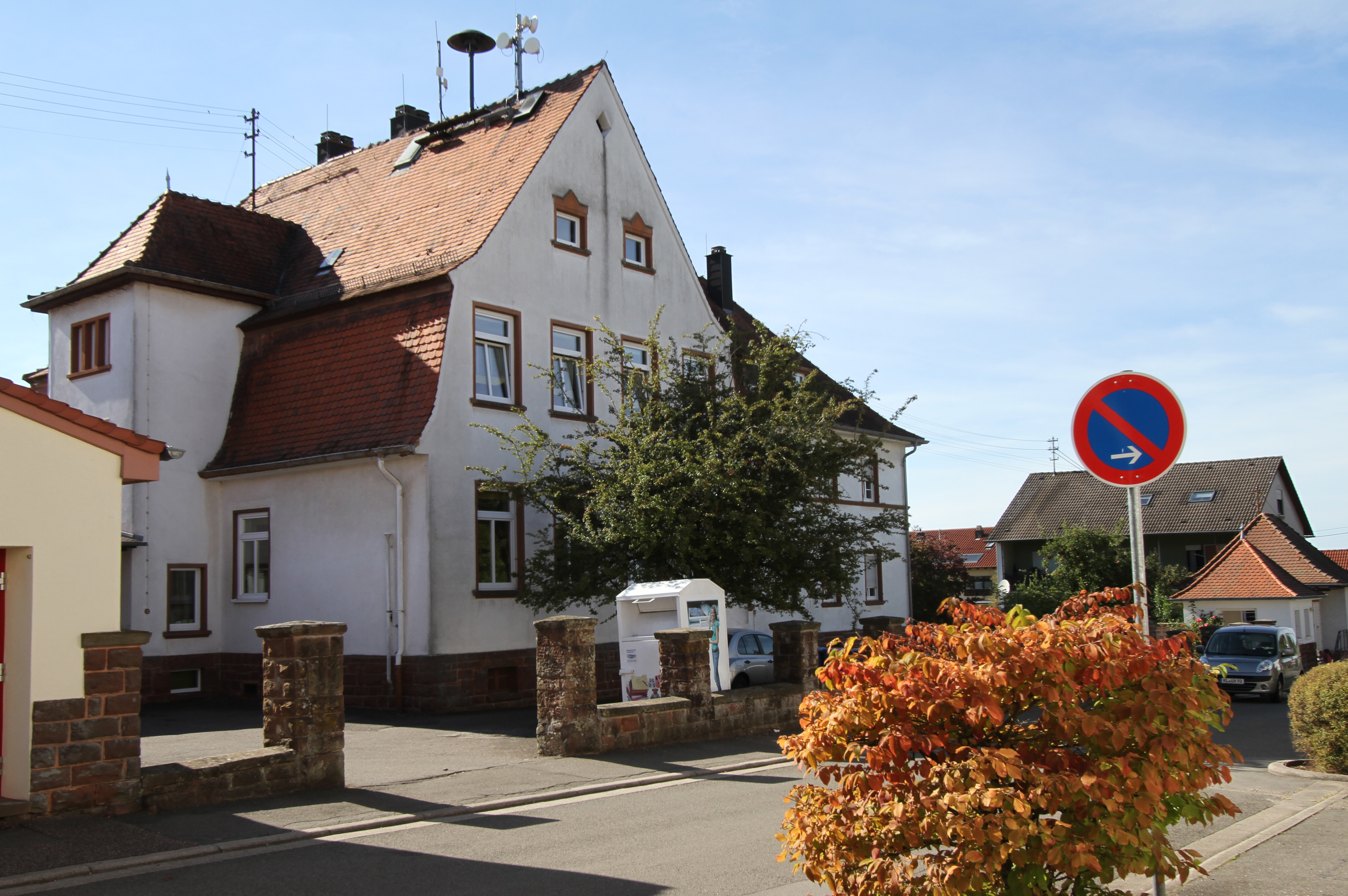
Ortsbild von Höheischweiler

Höheischweiler [ˈhøːʔajʃvajlə] ist eine Ortsgemeinde im Landkreis Südwestpfalz in Rheinland-Pfalz. Sie gehört der Verbandsgemeinde Thaleischweiler-Wallhalben an.

## Geographie

### Lage
Höheischweiler liegt auf der Westricher Hochfläche. Nachbargemeinden sind – im Uhrzeigersinn – Höhfröschen, Petersberg, Pirmasens, Nünschweiler und Rieschweiler-Mühlbach. Durch den Westen der Gemarkung verläuft der Aschbach.

### Klima
Der Jahresniederschlag beträgt 937 mm.

## Geschichte
Der Ort wurde von Thaleischweiler her besiedelt. Die Ortsherrschaft hatten die Grafen von Zweibrücken. 1385 wurde Höheischweiler an die Kurpfalz verkauft. Nach der Landesteilung gelangte der Ort zu Pfalz-Zweibrücken, bei dem es bis Ende des 18. Jahrhunderts verblieb.
Von 1798 bis 1814, als die Pfalz Teil der Französischen Republik (bis 1804) und anschließend Teil des Napoleonischen Kaiserreichs war, war Hocheischweiler – so die damalige Bezeichnung in den Kanton Pirmasens eingegliedert und unterstand der Mairie  Ninschweiler. Nach dem Ende der napoleonischen Herrschaft wurde der Ort 1815 zunächst Österreich zugeschlagen. Ein Jahr später kam Lemberg zum bayerischen Rheinkreis. Von 1818 bis 1862 gehörte „Höh-Eschweiler“ dem Landkommissariat Pirmasens an; aus diesem ging das Bezirksamt Pirmasens  hervor. Die spätere Pfalz war nach dem Ersten Weltkrieg bis 1930 erneut französisch besetzt.
1939 wurde der Ort in den Landkreis Pirmasens (ab 1997 Landkreis Südwestpfalz) eingegliedert. Nach dem Zweiten Weltkrieg wurde die Gemeinde innerhalb der französischen Besatzungszone Teil des damals neu gebildeten Landes Rheinland-Pfalz. Im Zuge der ersten rheinland-pfälzischen Verwaltungsreform wurde die Gemeinde 1972 der neugeschaffenen Verbandsgemeinde Thaleischweiler-Fröschen zugeordnet. Seit 2014 gehört sie zur Verbandsgemeinde Thaleischweiler-Wallhalben.

## Bevölkerung

### Einwohnerentwicklung
Die Entwicklung der Einwohnerzahl von Höheischweiler, die Werte von 1871 bis 1987 beruhen auf Volkszählungen:
| Jahr | Einwohner |
| 1815 | 176       |
| 1835 | 263       |
| 1871 | 244       |
| 1905 | 435       |
| 1939 | 670       |
| 1950 | 679       |

| Jahr | Einwohner |
| 1961 | 708       |
| 1970 | 933       |
| 1987 | 849       |
| 1997 | 888       |
| 2005 | 971       |
| 2023 | 819       |

### Religion
Die Katholiken gehören zum Bistum Speyer und unterstehen dort dem Dekanat Pirmasens, die Evangelischen zur Protestantischen Landeskirche Pfalz.

## Politik

### Gemeinderat
Der Gemeinderat in Höheischweiler besteht aus zwölf Ratsmitgliedern, die bei der Kommunalwahl am 9. Juni 2024 in einer Mehrheitswahl gewählt wurden, und der ehrenamtlichen Ortsbürgermeisterin als Vorsitzender.

### Bürgermeister
Ricarda Holub wurde im Oktober 2012 Ortsbürgermeisterin von Höheischweiler. Bei der Direktwahl am 26. Mai 2019 wurde sie mit einem Stimmenanteil von 76,29 % und am 9. Juni 2024 als einzige Bewerberin mit 70,3 % jeweils für weitere fünf Jahre in ihrem Amt bestätigt.
Ihr Vorgänger war Dieter Zimmermann von der SPD.

### Wappen
| Wappen von Höheischweiler | Blasonierung: „Von Schwarz und Gold geteilt, darin auf grünem Dreiberg ein rotbewehrter und -bezungter von Gold und Rot geteilter Löwe.“ |
| Wappen von Höheischweiler | Wappenbegründung: Der Löwe entstammt sowohl dem Wappen der Pfälzer Kurfürsten als auch der Grafen von Zweibrücken. Die wechselnde Farbe symbolisiert die Zugehörigkeit zur Kurpfalz und zu Zweibrücken. Der Dreiberg verweist auf die Höhenlage des Ortes. Es wurde 1980 von der Bezirksregierung Rheinhessen-Pfalz verliehen. |

## Kultur
Einziges Kulturdenkmal vor Ort ist das Kriegerdenkmal auf dem Friedhof.

## Wirtschaft und Infrastruktur

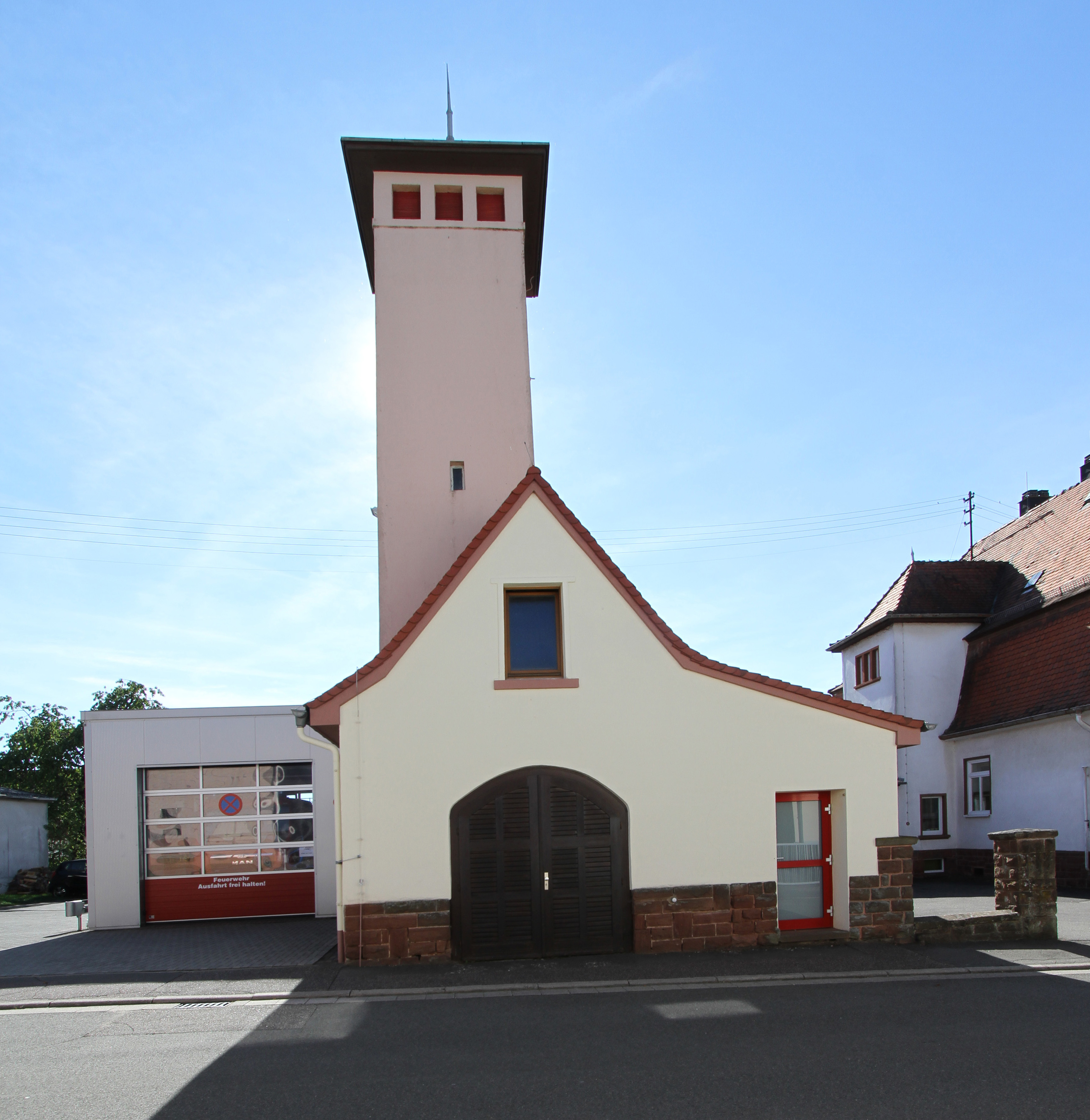
Feuerwehrhaus der Freiwilligen Feuerwehr Höheischweiler

### Wirtschaft
Ab 1958 erfolgte die Wasserversorgung für die Dauer mehrerer Jahrzehnte vom Fehrbacher Wasserturm aus.

### Verkehr
Durch Höheischweiler führt die Landesstraße 471, die in westlicher Richtung bis nach Zweibrücken verläuft. Über sie besteht ein direkter Anschluss an die Bundesautobahn 62; letztere geht innerhalb der Gemeindegemarkung unmittelbar in die Bundesautobahn 8 über. Die Bundesstraße 10, die die direkte Fortsetzung von besagter Landesstraße bildet, schafft außerdem eine Verbindung nach Pirmasens und die Kreisstraße 17 eine solche nach Höhfröschen.

## Persönlichkeiten
- Fred G. Schütz, Journalist, saß 1991 in der Jury des Sickinger Mundartdichter-Wettstreit